# Ṝ
Cette page contient des caractères spéciaux ou non latins. S’ils s’affichent mal (▯, ?, etc.), consultez la page d’aide Unicode.
Ṝ (minuscule : ṝ), appelé R macron point souscrit, est un graphème utilisé dans la romanisations ALA-LC du bengalais, la romanisation GENUNG du népali, 
Il s'agit de la lettre R diacritée d'un macron et d’un point souscrit.

## Représentations informatiques
Le R macron point souscrit peut être représenté avec les caractères Unicode suivants :
- précomposé et normalisé NFC (latin étendu additionnel) :

| formes    | représentations | chaînes de caractères | points de code | descriptions                                       |
| --------- | --------------- | --------------------- | -------------- | -------------------------------------------------- |
| capitale  | Ṝ               | Ṝ                     | U+1E5C         | lettre majuscule latine r point souscrit et macron |
| minuscule | ṝ               | ṝ                     | U+1E5D         | lettre minuscule latine r point souscrit et macron |

- décomposé et normalisé NFD (latin de base, diacritiques) :

| formes    | représentations | chaînes de caractères | points de code       | descriptions                                                            |
| --------- | --------------- | --------------------- | -------------------- | ----------------------------------------------------------------------- |
| capitale  | Ṝ               | R◌̣◌̄                   | U+0052 U+0323 U+0304 | lettre majuscule latine r diacritique point souscrit diacritique macron |
| minuscule | ṝ               | r◌̣◌̄                   | U+0072 U+0323 U+0304 | lettre minuscule latine r diacritique point souscrit diacritique macron |

## Sources
- (en) ALA-LC Romanization Tables.
- (en) UNGEGN Working Group on Romanization Systems, GENUNG.